# Gaylussacia reticulata
Gaylussacia reticulata là một loài thực vật có hoa trong họ Thạch nam. Loài này được Mart. ex Meisn. mô tả khoa học đầu tiên năm 1863.